# Dòng tên lửa đẩy Delta
Delta là dòng các phương tiện phóng tàu vũ trụ được Mỹ sử dụng từ năm 1960. Đã có hơn 300 tên lửa Delta được phóng lên, với tỉ lệ 95% lượt phóng thành công. Tên lửa đẩy Delta là dòng tên lửa được Mỹ sử dụng trong thời gian lâu nhất, có độ tin cậy cao nhất và cũng là loại tên lửa đẩy có giá thành rẻ nhất do Mỹ chế tạo. Tính đến tháng 11 năm 2020, chỉ còn tên lửa đẩy hạng nặng Delta IV còn được Mỹ sử dụng. Tên lửa Delta hiện đang được chế tạo và phóng bởi United Launch Alliance.

## Khởi đầu
Dòng tên lửa đẩy Thor

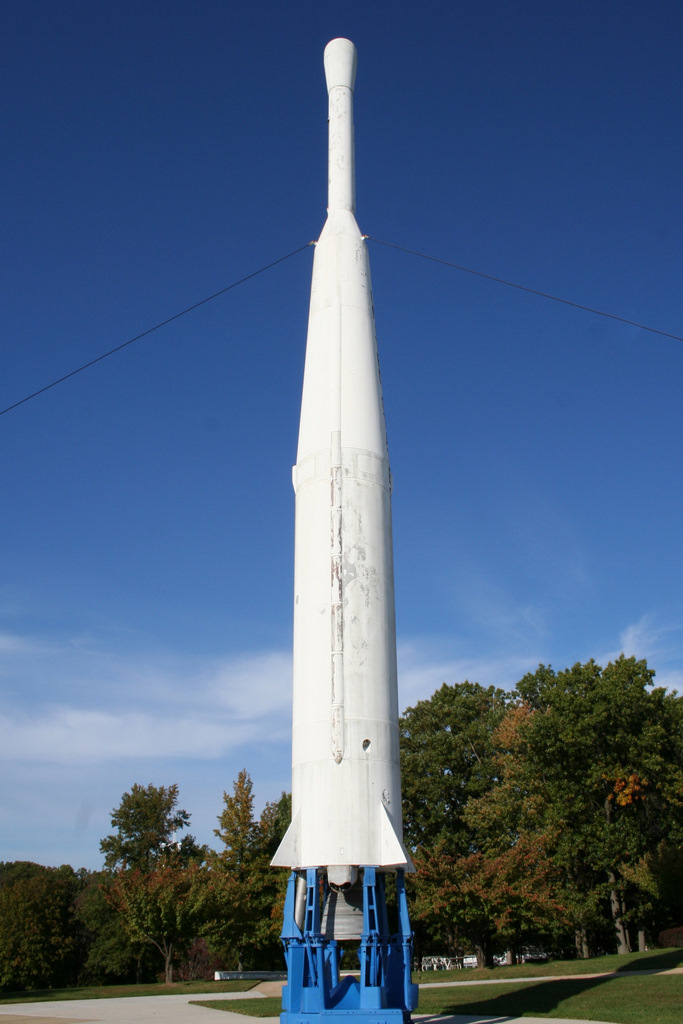
Tên lửa Delta được trưng bày tại Trung tâm vũ trụ Goddard, Maryland.

Tên lửa Delta có thiết kế lấy tên lửa đạn đạo tầm trung PGM-17 Thor-loại tên lửa đạn đạo đầu tiên được triển khai bởi Không quân Mỹ (USAF), làm tầng đẩy thứ nhất. Thor được thiết kế bởi Công ty chế tạo máy bay Douglas từ giữa những năm 1950, với tầm bắn đạt 2.400 km, đủ để tên lửa đặt ở Anh có khả năng bắn tới Moskva. PGM-17 Thor tiến hành thử nghiệm thành công vào tháng 9 năm 1957. Mỹ sau đó đã phóng một loạt các vệ tinh và tàu thăm dò, sử dụng Thor làm nền tảng cho các tên lửa đẩy nhiều tầng khác. Tầng đẩy mang tải trọng "Delta" được sử dụng trên tên lửa đẩy Thor-"Delta" (còn gọi là Delta-DM19) là cấu hình tầng đẩy thứ 4 được sử dụng trên nền tảng tên lửa Thor (trước đó là cấu hình Thor-Able), với delta là ký tự thứ 4 trong bảng chữ cái Hy Lạp. Các tên lửa đẩy Thor-Delta được gọi đơn giản là tên lửa đẩy "Delta", đây cũng chính là thế hệ đầu tiên của dòng tên lửa đẩy Delta.
NASA dự định sử dụng Delta làm phương tiện phóng tàu vũ trụ đa dụng tạm thời, dùng để phóng vệ tinh liên lạc, vệ tinh khí tượng và tàu thăm dò Mặt trăng vào năm 1960 và 1961. Kế hoạch là sẽ thay thế tên lửa Delta bằng thiết kế tên lửa khác khi việc phát triển tên lửa mới hoàn tất. Dòng phương tiện phóng vệ tinh Delta được tách ra thành phương tiện phóng thương mại, sẽ phóng từ Cape Canaveral, mang tên Delta, và phương tiện phóng phục vụ mục đích quân sự sẽ phóng từ căn cứ không quân Vandenberg, sử dụng tên Thor. Thiết kế của tên lửa đẩy Delta nhấn mạnh độ tin cậy hơn là hiệu suất bằng cách thay thế các thành phần đã gây ra sự cố trên các lần phóng tên lửa Thor trước đó; đặc biệt là bộ phận dẫn đường quán tính hay gặp sự cố do AC Spark Plug sản xuất giờ đây được thay thế bằng hệ thống dẫn đường mặt đất bằng sóng vô tuyến, được trang bị ở tầng đẩy thứ 2 thay cho tầng đẩy 1. NASA giao hợp đồng thiết kế 12 tên lửa đẩy Delta đầu tiên cho Douglas Aircraft Company vào tháng 4 năm 1959:
- Tầng đẩy 1: Dựa trên tên lửa IRBM PGM-17 Thor với khối động cơ Block I MB-3 tạo ra 683 kN (154.000 lbf) lực đẩy (bơm nhiên liệu tăng áp LOX/RP1, động cơ có khớp các đăng, hai động cơ vernier để chỉnh hướng bay).
- Tầng đẩy 2: Dựa trên tầng đẩy Able. Sử dụng động cơ Aerojet AJ-10-118 nhiên liệu UDMH/nitric acid, sản sinh lực đẩy 34 kN (7.600 lbf). Loại động cơ đáng tin cậy này có giá thành chế tạo là 4 triệu $, và vẫn còn đang được sử dụng..
- Tầng đẩy 3: Altair. Tầng đẩy được ổn định quay ở vận tốc 100 vòng/phút bởi hai động cơ tên lửa nhiên liệu rắn trước khi được tách ra. Một động cơ ABL X-248 nhiên liệu rắn cung cấp lực đẩy 12 kN (2.700 lbf) trong vòng 28 giây. Khối lượng của tầng đẩy là 230 kg (510 lb) và phần lớn được làm từ sợi thủy tinh.

Những phương tiện phóng này có khả năng đưa tải trọng nặng 290 kg (640 lb) vào quỹ đạo Trái đất tầm thấp có cận điểm đến viễn điểm là 240 đến 370 km (150 đến 230 mi) hoặc 45 kg (99 lb) tải trọng lên GTO. 11 trong số 12 lần phóng tên lửa đẩy Delta đã diễn ra thành công, và đến năm 1968, không có lỗi xảy ra trong vòng 2 phút đầu tiên tên lửa được phóng lên. Sự thành công của tên lửa đẩy Delta là hoàn toàn trái ngược với tên lửa đẩy Thor được phóng từ Bờ Tây Hoa Kỳ. Tổng vốn đầu tư phát triển và phóng tên lửa là 43 triệu đô la, vượt 3 triệu đô la so với ngân sách. Chính phủ Mỹ sau đó đã đặt hàng tiếp 14 tên lửa Delta trước năm 1962.

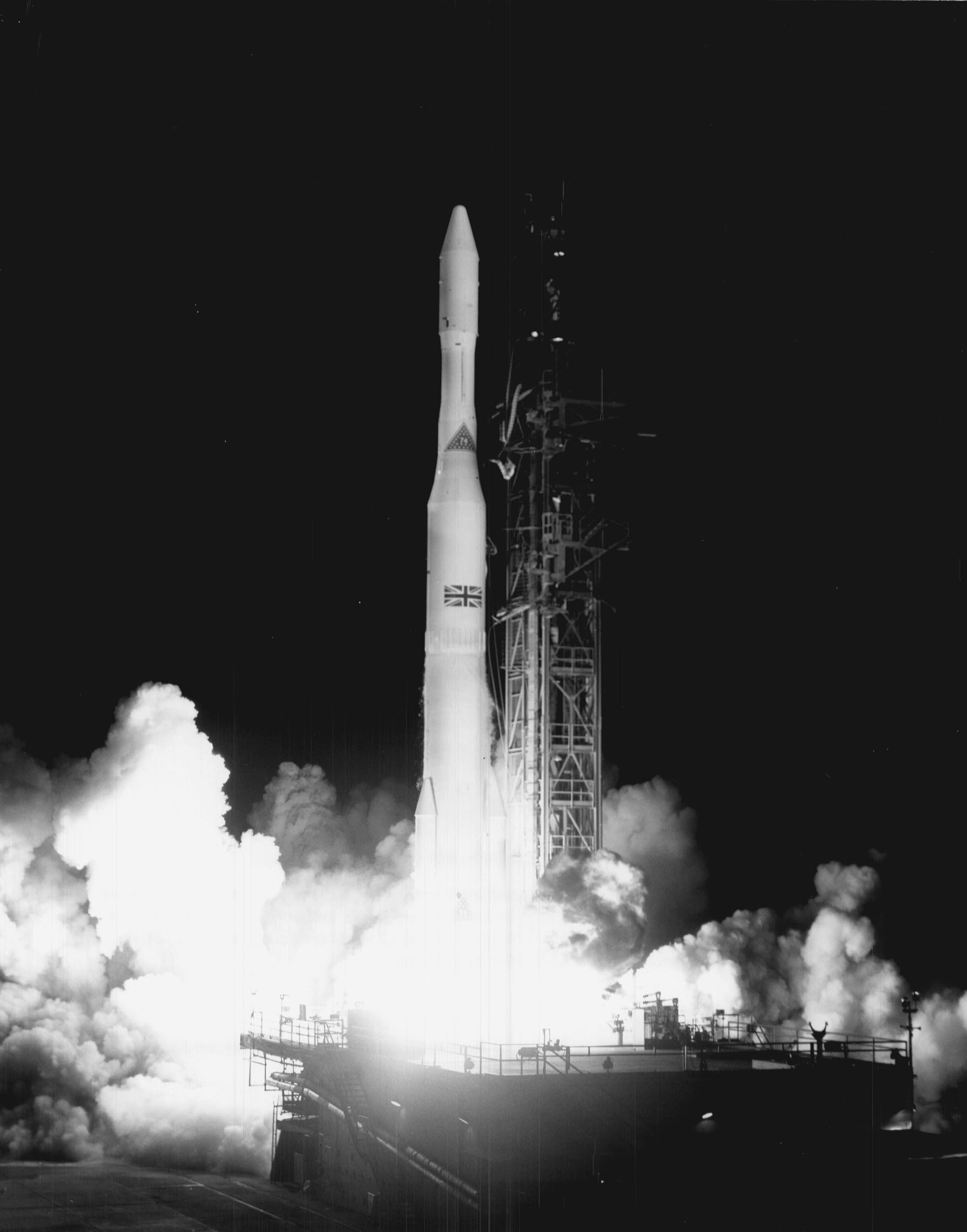
Phóng vệ tinh Skynet bằng tên lửa đẩy Delta M vào năm 1969 từ Cape Canaveral.

## Độ tin cậy
Từ năm 1969 đến 1978, Thor-Delta là loại tên lửa đẩy mà NASA sử dụng nhiều nhất, với tổng cộng 84 lần phóng. Đã có tổng cộng 63 vệ tinh của các cơ quan chính phủ Mỹ và nước ngoài phóng lên vũ trụ nhờ loại tên lửa này. Ngoài 84 lần phóng tên lửa thành công có 7 vụ phóng thất bại hoặc thành công một phần, với tỉ lệ phóng thành công là 91,6%.